# 인천 주안동 고인돌
주안동 고인돌은 인천광역시 미추홀구 학익동, 미추홀근린공원 내에 있는 고인돌이다. 2016년 11월 9일 인천 미추홀구의 향토문화유산 제1호로 지정되었다.

## 개요
주안동 고인돌은 원래 지금의 용일사거리 부근 사미부락에 2기가 있었다고 전한다. 당시 고인돌의 최초 발견자는 이경성으로 1953년 『인천공보』에 그 존재를 보고했다. 이후 1957년 인천시립박물관의 주관 아래 국립박물관의 김원룡, 윤무병, 박천, 이화여대의 이경성, 최숙향 등이 공동으로 주안동 고인돌 1기에 대한 발굴조사를 실시했다. 발굴 조사 당시 고인돌은 덮개돌이 약 1/3가량 흙에 묻혀 있는 상태였으며 굄돌(支石)은 2개로 서쪽의 굄돌은 내부로 약간 기울어진 상태였다고 전한다. 조사 결과 고인돌의 구조는 탁자식임이 확인되었으나 출토된 유물은 없었다. 주안동 고인돌은 1970년대까지만 하더라도 완전한 형태의 고인돌 1기와 덮개돌이 쓰러진 고인돌 1기가 있었다고 한다. 고인돌은 1979년에 시가지 확장에 따라 수봉공원으로 이전되었으며 2005년 다시금 미추홀 공원으로 옮겨 현재에 이르고 있다.